# Хоцивель (гміна)
Гміна Хоцивель (пол. Gmina Chociwel) — місько-сільська гміна у північно-західній Польщі. Належить до Старгардського повіту Західнопоморського воєводства.
Станом на 31 грудня 2011 у гміні проживало 6075 осіб. Центром гміни є місто Хоцивель.

## Територія
Згідно з даними за 2007 рік площа гміни становила 160.57 км², у тому числі:
- орні землі: 56.00%
- ліси: 34.00%

Таким чином, площа гміни становить 10.57% площі повіту.

## Населення
Станом на 31 грудня 2011:
| Опис     | Загалом | Загалом | Чоловіки | Чоловіки | Жінки | Жінки |
| -------- | ------- | ------- | -------- | -------- | ----- | ----- |
| одиниця  | осіб    | %       | осіб     | %        | осіб  | %     |
| все      | 6075    | 100     | 3052     | 50.24    | 3023  | 49.76 |
| міське   | 3279    | 100     | 1610     | 49.10    | 1669  | 50.90 |
| сільське | 2796    | 100     | 1442     | 51.57    | 1354  | 48.43 |

## Сусідні гміни
Гміна Хоцивель межує з такими гмінами: Венґожино, Добжани, Добра, Інсько, Маряново, Машево, Стара Домброва.